# 羅特萬德山 (托特斯山脈)
47°39′29″N 14°16′22″E / 47.65806°N 14.27278°E

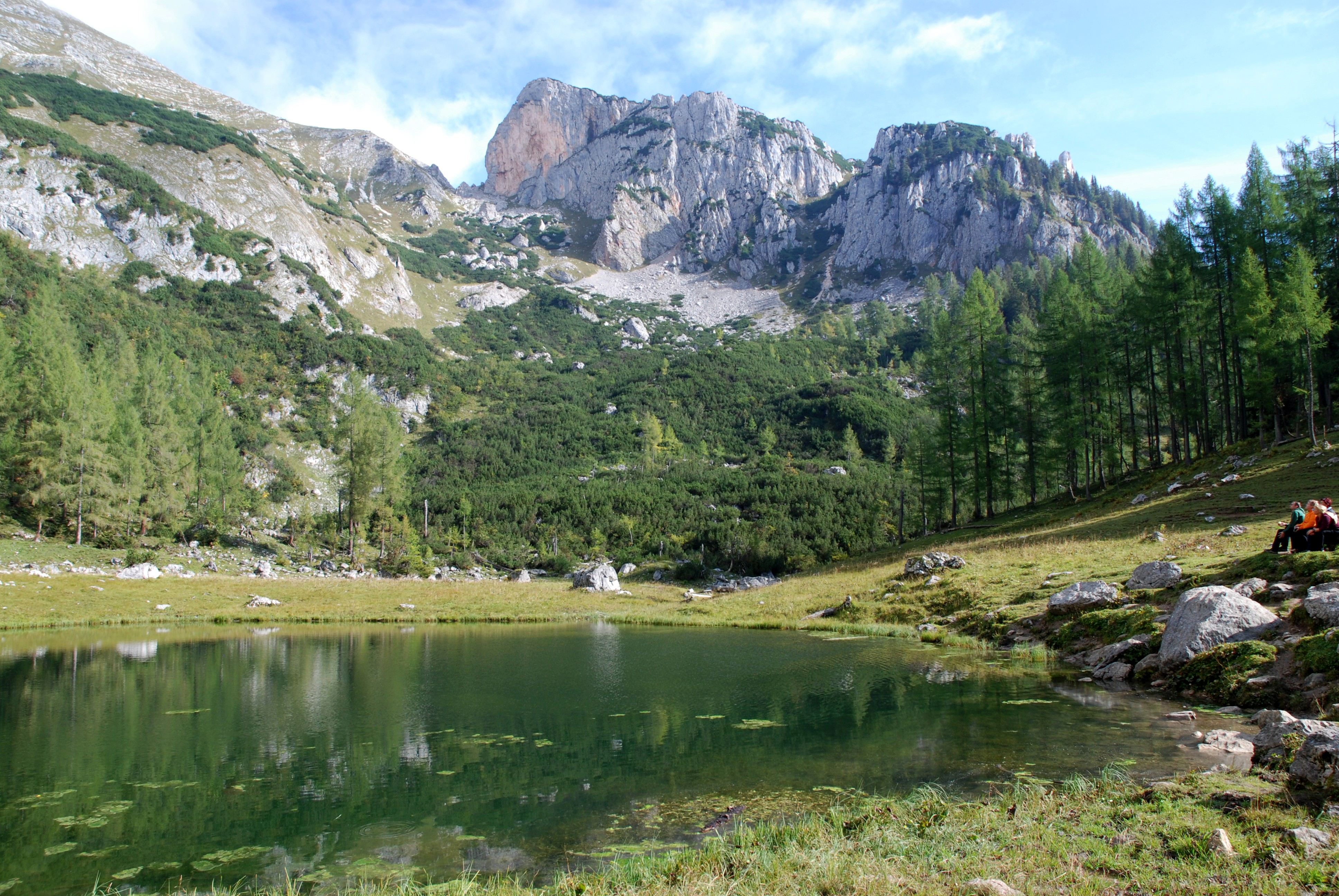

羅特萬德山（德語：Rote Wand），是奧地利的山峰，位於該國北部，由上奧地利州負責管轄，屬於托特斯山脈的一部分，距離瓦舍內克山0.3公里，海拔高度1,872米，山體在啟莫里期形成。